# أرنولد كوفمان
أرنولد كوفمان (بالفرنسية: Arnold Kaufmann)‏ هو رياضياتي ومهندس فرنسي، ولد في 18 أغسطس 1911، وتوفي في 15 يونيو 1994.